# 香港インターナショナルテーマパーク
香港インターナショナルテーマパークス（中国語: 香港國際主題樂園有限公司、英語: Hong Kong International Theme Parks Limited）は、香港ディズニーランドや、その周辺のホテルなどで構成される香港ディズニーランド・リゾートを運営する株式会社である。
同社株式は、ウォルト・ディズニー・カンパニーと香港特別行政区政府が所有している。
1999年11月設立。